# 山崎裕
山崎 裕（やまざき ゆう、1977年12月14日 - ）は、茨城県日立市出身のピアニスト、ピアノ教師。

## 演奏活動
同門である東京音楽大学出身のピアニスト濱本愛とデュオを組んでいる。デュオとして第12回国際ピアノ・デュオ・コンクール大賞児玉賞（第1位グランプリ）受賞、第7回日本アンサンブルコンクール最優秀賞（第1位）受賞など。
主にPTNA主催の「二台のピアノのためのコンペ」に出場するほか、郷里の日立市で定期的に演奏会を開いている。

## ピアノ指導
濱本愛と共に東京都練馬区にて教室を運営している。単なる実技指導に止まらず、インターネット広報にも積極的に取り組むなど、若手奏者として同時代音楽教育の問題提起やその実際的な解決を目指している。